# زگا
زگا (به آلمانی: Seega) یک منطقهٔ مسکونی در آلمان است که در کیفهوزرلاند واقع شده‌است. زگا ۴۱۱ نفر جمعیت دارد.